# پتروف (ناحیه پراگ-غرب)
پتروف (به چکی: Petrov) یک منطقهٔ مسکونی در جمهوری چک است که در ناحیه پراگ-غرب واقع شده‌است. پتروف ۱۱٫۱۴ کیلومتر مربع مساحت و ۵۳۷ نفر جمعیت دارد و ۳۳۵ متر بالاتر از سطح دریا واقع شده‌است.